# 新上五島町立浜ノ浦小学校
新上五島町立浜ノ浦小学校（しんかみごとうちょうりつ はまのうらしょうがっこう）は長崎県南松浦郡新上五島町続浜ノ浦郷にあった公立小学校。
略称「浜小」（はましょう）。五島列島の中通島に位置していた。
2021年（令和3年）3月末に閉校し、新上五島町立青方小学校に統合された。

## 概要
歴史
1874年（明治7年）に創立。2014年（平成26年）に創立140周年を迎えた。
校区
長崎県南松浦郡新上五島町のうち上五島地区（小浜、道土井、三本松、続、浜ノ浦、猪ノ浦、飯ノ瀬戸、焼崎、青木）。
中学校区は新上五島町立上五島中学校。
校訓
「考えて働いて創り出す」
校章
海の波と3羽の鳥を組み合わせたものを背景にして、中央に校名「浜ノ浦」の文字（縦書き）を置いている。
校歌
作詞は龍田杏村、作曲は宗久弥による。歌詞は3番まであり、各番に校名の「浜ノ浦」が登場する。
愛唱歌「つながり」
作詞・作曲ともに西田治による。

## 沿革
- 1874年（明治7年）5月5日 - 「第五大学区第五中学区[2]浜ノ浦小学校」が開校。
  - 旧役場（続浜ノ浦郷字川の上）を校舎とする。
  - 飯ノ瀬戸・道土井・今里・三日ノ浦に分校を開設。
- 1881年（明治14年）6月6日 -「青方学区公立中等浜ノ浦小学校」に改称。
- 1884年（明治17年）- 暴風により校舎が傾倒したため、校舎を新築。
- 1886年（明治19年）9月1日 - 小学校令の施行により、「尋常浜ノ浦小学校」に改称。修業年限を4年とする。
  - 今里分校が分離し、簡易今里小学校として独立。また三日ノ浦分校は簡易今里小学校に統合される。
  - 飯ノ瀬戸分校が分離し、簡易飯ノ瀬戸小学校として独立。
- 1889年（明治22年）4月1日 - 町村制の施行により、浜ノ浦村立の小学校となる。
- 1890年（明治23年）10月 - 続浜ノ浦郷字地家に新校舎が完成。
- 1893年（明治26年）6月1日 - 「浜ノ浦尋常小学校」に改称。
- 1894年（明治27年）4月 - 補習科（修業年限2年）を設置。
- 1905年（明治38年）4月 - 高等科（修業年限2年）を併設し、「浜ノ浦尋常高等小学校」に改称。道土井分校を廃止。
- 1907年（明治40年）4月 - 小学校令の改正により、修業年限（尋常科の年限）が4年から6年に延長される。
  - これにより、旧高等科1年を尋常科5年、旧高等科2年を尋常科6年に振り替える。新高等科1・2年を新設。
- 1910年（明治43年）4月 - 続浜ノ浦郷字浦に校舎が完成。
- 1915年（大正4年）4月 - 浜ノ浦村学齢児童保護者会が発足。
- 1918年（大正7年）5月 - 就学免除中の折島に分教場を開設。
- 1921年（大正10年）- 校旗を制定。
- 1930年（昭和5年） - 折島分教場を廃止。
- 1936年（昭和11年）- 浜ノ浦尋常高等小学校保護者会が発足。
- 1941年（昭和16年）4月1日 - 国民学校令の施行により、「浜ノ浦村浜ノ浦国民学校」に改称。尋常科を初等科に改める（初等科6年・高等科2年）。
  - 教育後援会が結成される。
- 1942年（昭和17年）- 今里国民学校に高等科が併置されたことにより、今里地区の高等科児童が転校。
- 1948年（昭和18年）- 全五島学童相撲大会において初等科が優勝。
- 1946年（昭和21年）- 16年ぶりに折島分教場が復活。
- 1947年（昭和22年）4月1日 - 学制改革（六・三制の実施）が行われる。
  - 国民学校の初等科が改組され「浜ノ浦村立浜ノ浦小学校」（修業年限6年）となる。折島分教場を折島分校とし分校新校舎を建設。
  - 国民学校の高等科は、新制中学校「浜ノ浦村立浜ノ浦中学校」（修業年限3年）に改組され、小学校に併設される。
- 1948年（昭和23年）- 親師会が発足。
- 1956年（昭和31年）6月1日 - 青方町と浜ノ浦村が合併して上五島町の発足により、「上五島町立浜ノ浦小学校」に改称。
- 1957年（昭和32年）- 校歌を制定。
- 1962年（昭和37年）12月 - 新校舎が完成。
- 1966年（昭和41年）
  - 3月31日 - 折島分校を廃止（上五島町立青方小学校に統合される）。
  - 4月1日 - 校区改定により、今里小学校から小浜地区の児童が転入。
- 1985年（昭和60年）3月31日 - 併設の浜ノ浦中学校が新上五島町立上五島中学校への統合により廃止され、小学校単独校となる。
  - 中学生はスクールバスを利用して新設の上五島中学校へ通学することになる。
- 1988年（昭和63年）4月 - 新校舎が完成。
- 1990年（平成2年）- 運動場に夜間照明設備が設置される。
- 1999年（平成11年）- 洋式トイレを設置。
- 2001年（平成13年）- エレベーターを設置。
- 2003年（平成15年）4月1日 - 上五島町立飯ノ瀬戸小学校を統合。
- 2004年（平成16年）8月1日 - 新上五島町の発足により、「新上五島町立浜ノ浦小学校」（現校名）に改称。
- 2021年（令和3年）
  - 2月28日 - 閉校式を挙行[3]。
  - 3月31日 - 新上五島町立青方小学校への統合により、閉校[1]。

## 周辺
- 長崎県立上五島海洋青少年の家
- 浜ノ浦郵便局

## アクセス
最寄りのバス停
- 西肥自動車（西肥バス）五島営業所「浜ノ浦小学校前」バス停

最寄りの国道・県道
- 国道384号

## 参考資料
- 「上五島町郷土誌」（1986年（昭和61年）3月発行, 上五島町）
- 「上五島町郷土誌」（2004年（平成16年）7月発行, 上五島町）- p.345 -